# مركزية أنثوية
المركزية الأنثوية، هي الفكرة المتمثلة بالتركيز على النساء بشكل أساسي وحصري من الناحية النظرية والعملية، أو مناصرة هذه الفكرة. يُمكن وصف أي وجهة نظر أنثوية (أو نسوية) بالكامل بأنها تنطوي على المركزية الأنثوية.

## نبذة تاريخية
بدأ استخدام مصطلح المركزية الأنثوية منذ عام 1897 على أقل تقدير، إذ ذُكر في المحكمة العلنية حين قيل إن الأوروبيين القاريين يعتقدون أن الأمريكيين «يعانون من انتشار المركزية الأنثوية على حساب المركزية البشرية». صرح المؤلف جورج إيه. برمنغهام في عام 1914 قائلًا: «تطغى المركزية الأنثوية على الحياة الاجتماعية الأمريكية، التي تنسجم مع راحة النساء وسعادتهن. يتدخل الرجال في حيثية وكيفية تحقيق ذلك».
اسُتخدم مصطلح المركزية الأنثوية لوصف نسوية الاختلاف منذ انطلاق الموجة النسوية الثانية في سبعينيات القرن العشرين، إذ كشف استخدام هذا المصطلح عن التحول صوب تفهم وقبول الاختلاف الجندرية، على النقيض من نسوية المساواة.
تعتقد الفيلسوفة في جامعة ماساتشوستس كريستا هوداب أن وصف الحركات الرجالية الحديثة لمصطلح المركزية الأنثوية متمثل في استمرار تقاليد الحب النبيل في العصور الوسطى، حين اعتُبرت النساء من الطبقة شبه الأرستقراطية، بينما نُظر إلى الذكور على أنهم من الطبقة العاملة الدنيا. يتناول هذا المنظور المناهض للنسوية النسوية باعتبارها مكرسةً لتقاليد العصور الوسطى القمعية كالفروسية التعبدية والعلاقات العاطفية مثلًا بدلًا من اعتبارها حركةً ساعيةً إلى التحرير.
يزعم الأستاذين في الدراسات الدينية بول ناثانسون وكاثرين كاي. يونغ أن المناشدات النسوية الداعية إلى تحقيق المساواة والإنصاف مجرد ذريعة للمركزية الأنثوية.

## الانتقادات
يعتقد كل من ناثانسون ويونغ أن المحور الرئيسي للمركزية الأنثوية –من الناحية الأيديولوجية- محصور في إعطاء الإناث الأولوية في التسلسل الهرمي، الأمر الذي يُمكن اعتباره بمثابة كره للرجال (كراهية الرجال والتحامل عليهم). يعتقد ناثانسون ويونغ أن المناشدات النسوية الرامية إلى تحقيق المساواة أو حتى الإنصاف مجرد ذريعة للمركزية الأنثوية.
يعرّف كل من ناثانسون ويونغ المركزية الأنثوية بأنها نظرة عالمية مستندة إلى الاعتقاد الضمني أو الصريح بأن النساء محور العالم، وهو موضوع ثقافي يزعمون أنه أصبح «دارجًا» خلف كواليس المحاكم القانونية والبيروقراطيات الحكومية، الأمر الذي أسفر عن تمييز ممنهج ضد الرجال. يضيف كل منهما أن المركزية الأنثوية شكل من أشكال الأصولية –وهي ما تختلف عن المعرفة أو النشاط السياسي باسم النساء- لدرجة أنها متمحورة حول الفضائل الفطرية للمرأة والرذائل الفطرية للرجل.
يميز بعض المؤلفين بين الأفعال والأحداث التي تُعتبر متوافقة مع المركزية الأنثوية –كعيد الأم مثلًا- والمفهوم الأعم لـ ثقافة المركزية الأنثوية التي تنطوي على مجموعة أكبر من السمات الثقافية ذات التأثير الكبير على طريقة حياة الناس.
تشكك بعض نسويات ما بعد الحداثة كنانسي فريزر مثلًا في الافتراض المتمثل في وجود مفهوم ثابت لـ «المرأة» تقوم عليه المركزية الأنثوية. يطرح كل من ناثانسون ويونغ ادعاءً مماثلًا متمثلًا في اعتبار المركزية الأنثوية شكلًا من أشكال الأصولية المختلفة عن الثقافة أو النشاط السياسي باسم المرأة، بالإضافة إلى اعتبارها متمحورةً حول الفضائل الفطرية للمرأة. يضيف كل من ناثانسون ويونع أن «هذه النظرة العالمية منطوية على كره صريح للرجال أيضًا، فهي لا تتجاهل احتياجات الرجال ومشاكلهم وحسب، بل تهاجمهم أيضًا».
تعتقد كريستينا هوف سومرز أن المركزية الأنثوية غير منطقية، وتشتمل على نظرة عدائية تجاه التخصصات العلمية والإبداعية التقليدية، وترفض العديد من الاكتشافات والأعمال الفنية الهامة بحجة أنها ذكورية. ترى سومرز أيضًا أن الموضوعية المفترضة في العديد من النظريات المتعلقة بالمركزية الأنثوية من شأنها أن تعرقل الخطاب والتفسير النسوي.
تشدد الكاتبة النسوية ليندا بيرنز على احتفاء المركزية الأنثوية بالاختلافات الإيجابية للمرأة –أي تاريخ وأساطير وفنون وموسيقا النساء- على النقيض من النموذج الاستيعابي الذي يعزز من فكرة تشابه المرأة مع الرجل. بصرف النظر عن الملاحظات المُستنبطة عمليًا، غالبًا ما يُنظر إلى العلاقة بين تفوق النساء وروايات المركزية الأنثوية باعتبارها علاقة حتمية: على الصعيد الشخصي أو الثقافي أو التاريخي أو السياسي أو حتى في السياقات الاجتماعية الأوسع نطاقًا مثل الترفيه الشعبوي. وبذلك، قد يتداخل هذا المفهوم مع ما تسميه روزاليند كوارد «النسائية... التي تُعتبر بمثابة نسخة شعبوية من النسوية، والتي تثني على كل ما تفعله النساء وتستهين بكل ما يفعله الرجال».
يصف مجتمع الرجال السائرون في طريقهم الخاص (مغتاو) أنفسهم بأنهم حركة انتقامية ضد المركزية الأنثوية التي تنطوي على كره للرجال.